# Реал Мадрид (жіночий футбольний клуб)
Жіночий футбольний клуб «Реал Мадрид» (ісп. Real Madrid Femenino) - іспанський жіночий футбольний клуб, заснований в 2014 році під назвою «Такон». З 2019 року клуб став співпрацювати з Реал Мадридом, а в 2020 році остаточно став жіночою секцією клубу «Реал».

## Фінал Кубку Королеви
У сезоні 2022—2023 команда вийшла у фінал жіночого кубку Іспанії. На стадіоні «Естадіо Муніципаль де Бутарке» «вершкові» зустрічались з мадридським «Атлетіко». За дві хвилини до кінця основного часу, гравчині «Реалу» перемогали з рахунком - 2:0, але на останніх хвилинах пропустили два м'ячі. Серію післяматчевих пенальті в мадридському дербі виграв «Атлетіко», не дозволивши таким чином завоювати жіночій команді «Реалу» свій перший в історії трофей.

## Міжнародні виступи
Реал двічі в історії доходив до чвертьфіналу в Лізі чемпіонів УЄФА. 
В кваліфікаційному раунді сезону 2021—2022 у двоматчовому протистоянні «Реал» переміг англійський «Манчестер Сіті». Вже на груповому етапі суперниками мадридської команди стали французький «ПСЖ», український «Житлобуд-1» та ісландський «Брєйдаблік». «Реал» посів друге місце в групі та вийшов в плей-оф, де під час жеребкування отримав собі в суперники «Барселону». Обидва матчи в Ель Класіко «Реал» програв своєму принциповому супернику з Каталонії - 1:3 та 2:5. 
У сезоні 2024—2025 років «Реал» у кваліфікаційному раунді здолав португальский «Спортінг», а на груповому етапі посів друге місце в групі з англійським «Челсі», нідерландським «Твенте» та шотландським «Селтіком». В першому матчі  чвертьфінальної стадії «Реал» переграв з рахунком 2:0 англійський «Арсенал», але у матчі-відповіді не зміг утримати перевагу, програв - 0:3 та не зміг вперше в історії пробитись до півфіналу.

## Поточний склад
Станом на 1 травня 2025
| №  | Поз. | Нац.      | Гравець                 |
| -- | ---- | --------- | ----------------------- |
| 1  | ВР   | Іспанія   | Міса Родрігез           |
| 3  | ПЗ   | Іспанія   | Тереза Абельєйра        |
| 4  | ЗХ   | Іспанія   | Росіо Гальвес           |
| 5  | ЗХ   | Бразилія  | Антоніо Сілва           |
| 6  | ПЗ   | Франція   | Санді Толетті           |
| 7  | ЗХ   | Іспанія   | Ольга Кармона (капітан) |
| 9  | НП   | Данія     | Сігне Бруун             |
| 10 | ПЗ   | Шотландія | Керолін Вір             |
| 11 | НП   | Іспанія   | Альба Редондо           |
| 12 | ЗХ   | Бразилія  | Ясмім                   |
| 13 | ВР   | Франція   | Меліна Чавас            |

| №  | Поз. | Нац.      | Гравець               |
| -- | ---- | --------- | --------------------- |
| 14 | ЗХ   | Іспанія   | Маріа Мендес          |
| 15 | ЗХ   | Іспанія   | Шеіла Гарсія          |
| 16 | НП   | Данія     | Кароліна Меллер       |
| 17 | НП   | Іспанія   | Карла Камачо          |
| 18 | НП   | Колумбія  | Лінда Кайседо         |
| 19 | НП   | Іспанія   | Ева Наварро           |
| 20 | НП   | Франція   | Наомі Фьолер          |
| 21 | ПЗ   | Швеція    | Філіппа Ангелдаль     |
| 22 | НП   | Іспанія   | Атенеа дель Кастильйо |
| 23 | ЗХ   | Франція   | Маеле Лакрар          |
| 24 | ПЗ   | Німеччина | Мелані Лойпольц       |

## Досягнення
Жіночий чемпіонат Іспанії:
- Срібний призер (4): 2021, 2023, 2024, 2025
- Бронзовий призер (1): 2022

Кубок Королеви:
- Фіналіст (1): 2023